# دشنه‌نوک جفروی
دشنه‌نوک جفروی، نوک‌گوه‌ای جفروی یا مگس‌مرغ نوک‌گوه‌ای شرقی (نام علمی: Schistes geoffroyi) یک گونه مگس‌مرغ در خانوادهٔ مگس‌مرغان است که در بولیوی، کلمبیا، اکوادور، پرو و ونزوئلا یافت می‌شود.
اتحادیه بین‌المللی حفاظت از طبیعت دشنه‌نوک جفروی را به عنوان کمترین نگرانی ارزیابی کرده‌است. اگرچه اندازه جمعیت آن ناشناخته است، باور بر این است که جمعیت آن پایدار است. در نظر گرفته می‌شود که نامعمول تا رایج محلی است و در چندین منطقه حفاظت‌شده یافت می‌شود.

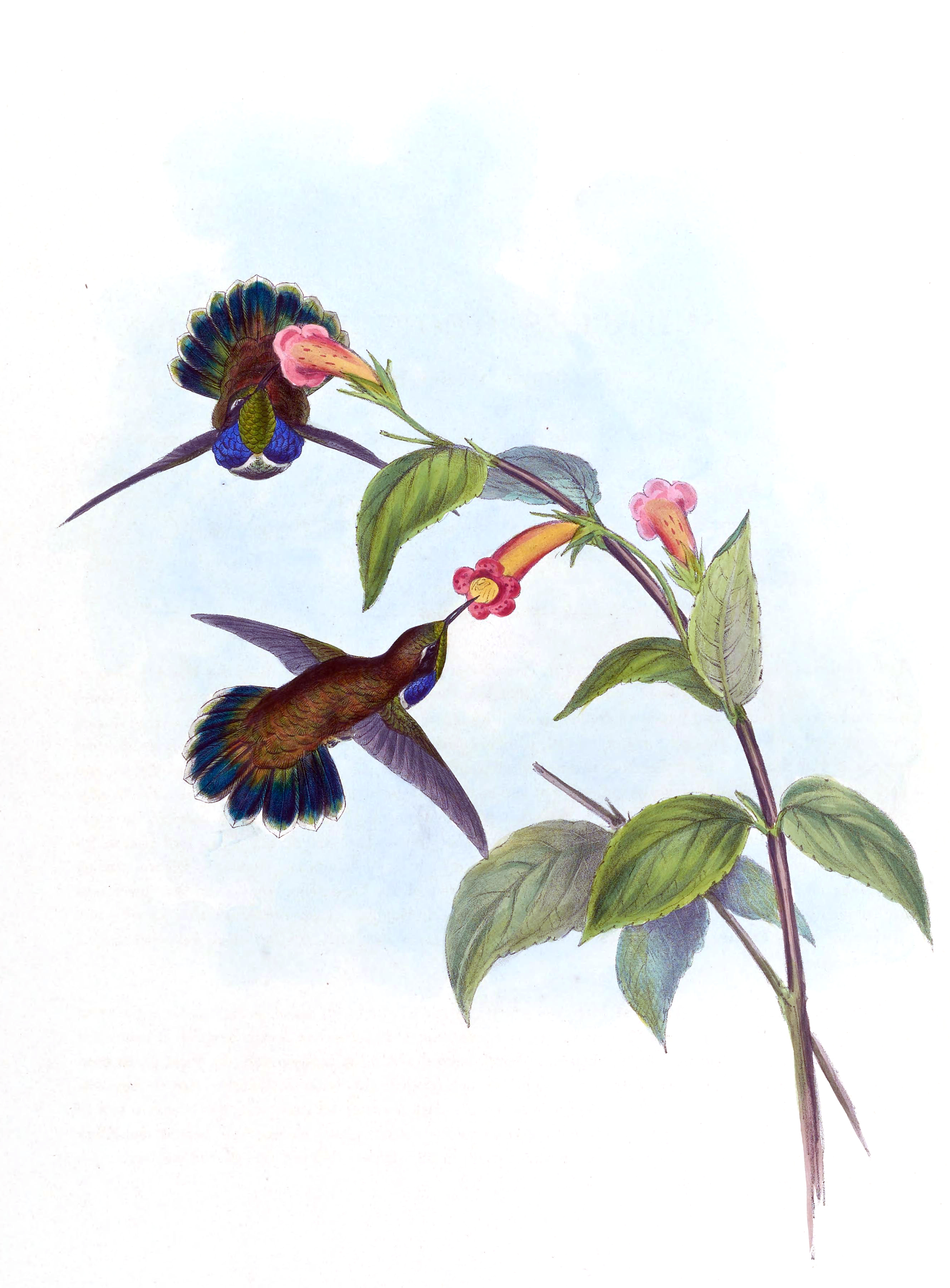